# Кидо Такаёси
Кидо Такаёси, также Кидо Коин (яп. 木戸 孝允, 1833—1877) — японский политик времён позднего сёгуната Токугава и Реставрации Мэйдзи. В период сёгуната он был известен под именем Кацура Когоро (яп. 桂小五郎). Один из так называемых «Трех великих героев» эпохи Реставрации Мэйдзи.
Самурай княжества Тёсю, монархист, ученик Ёсиды Сёина. Один из авторов Клятвы Пяти пунктов. Инициатор земельной и административной реформы, направленных на ликвидацию феодального устройства Японии и создание мощной унитарной империи. Вице-посол японской правительственной миссии (1871—1873), возглавленной Ивакурой Томоми, которая отправилась в Россию, Америку и Европу для изучения западного опыта. 2-й министр культуры (25 января — 13 мая 1874), 2-й министр внутренних дел Японии (14 февраля — 27 апреля 1874). Один из глав фракции Тёсю в японском правительстве. Выступал против завоевания Кореи (1873) и Тайваня (1874).
Он был представителем движения Сонно Дзёи в Тёсю и представителем Тёсю в альянсе княжеств Сацума и Тёсю.

## Биография
Кидо Такаёси родился на землях княжества Тёсю (в настоящее время префектура Ямагути) в семье Вады Масакагэ (яп. 和田 昌景), доктора клана. В 7-летнем возрасте мальчика отдали приёмным сыном в другую самурайскую семью Кацура.
В 1849 году Такаёси поступил в школу Сёкасон Ёсиды Сёина, а по её окончании отправился на стажировку в Эдо, где изучал западное артиллерийское дело под руководством Эгавы Тародзаэмона. В 1859 году, в ходе репрессий Ансей, Такаёси познакомился со многими политиками и общественными деятелями антиправительственного и антииноземного движения, которые происходили из его собственного княжества, а также из Мито, Этидзэн и Сацумы. Знакомства подтолкнули его к участию в этом движении.
После инцидента у ворот Хамагури 1864 года, в котором силы княжества Тёсю потерпели поражение от отрядов княжества Сацума, власть в первом захватили политики во главе с Такасуги Синсаку, которые выступали за свержение сёгуната. Синсаку был знаком с Такаёси, поэтому последний вернулся на родину и стал главным дипломатом нового правительства княжества. В 1866 году, при посредничестве Сакамото Рёмы из княжества Тоса, он заключил тайный союз со вчерашним врагом, княжеством Сацума с целью ликвидации сёгуната и построения унитарной Японии во главе с Императором.
После реставрации Мэйдзи в 1868 году, которая положила конец господству сёгуната в Японии, Такаёси вошёл в состав нового Императорского правительства, в котором он работал советником Службы общих дел (яп. 総裁局顧問). Вместе с Юри Кимимасо и Фукуокой Такатикой он принимал участие в создании Клятвы Пяти пунктов, манифеста Императора Мэйдзи, который определял основные направления реставрационного курса. В 1870 году Такаёси стал советником Императора и инициировал реформы, направленные на огосударствление земли, ликвидацию удельных княжеств и создание унитарного централизованного государства. В следующем году, вместе с Окубо Тосимити и Ито Хиробуми, его включили в состав посольства Ивакуры Томоми, которое посетило Россию, страны Европы и Североамериканские соединённые штаты с целью изучить системы государственного устройства, хозяйства и войска Запада.
Вернувшись в Японию в 1873 году, Такаёси выступил против плана Сайго Такамори и Итагаки Тайсукэ завоевать Корею и в знак протеста ушел в отставку. Вскоре после этого он выступил в оппозиции диктаторскому режиму Окубо Тосимити и начал просветительскую кампанию критики государственной системы.
В 1874 году Такаёси вернулся в правительство и короткое время работал министром культуры (25 января — 13 мая 1874) и внутренних дел (14 февраля — 27 апреля 1874). Однако в связи с протестом против похода японских войск на Тайвань, он снова ушёл в отставку. В следующем году на собрании в Осаке Такаёси удалось преодолеть разногласия с Окубо и министрами и во второй раз войти в состав правительства в чине советника Императора. Он также получил назначение на Собрание региональных чиновников (яп. 地方官会議), на которых председательствовал в течение 20 июня — 17 июля 1875 года.
В 1877 году Такаёси тяжело заболел и покинул все посты. Он умер 26 мая 1877 года в Киото, в разгар Сацумского восстания.
За заслуги покойного Такаёси перед государством его род Кидо был приравнен к титулованной знати кадзоку.